# 弗里蒙特森特 (紐約州)
弗里蒙特森特（英語：Fremont Center）是位於美國紐約州沙利文縣的非建制地區。

## 歷史
弗里蒙特森特的郵局自1852年營運至今。

## 地理
弗里蒙特森特所處的海拔為高於海平面378米（即1240英呎），而該地所採用的時區為UTC-5，即北美东部时区（EST）。同時該地設有夏令時間，為UTC-5調快一小時，即UTC-4（EDT）。